# Phénix Brossard
Pour les articles homonymes, voir Brossard.
Phénix Brossard est un acteur français, né le 26 février 1992 à Paris 17e.

## Biographie
Né à Paris, Phénix Brossard est découvert à dix-sept ans lors d'un casting sauvage effectué par Géraldine Bajard, alors à la recherche d'un jeune acteur pour son film La Lisière (2011). C'est donc, aux côtés de Melvil Poupaud, Audrey Marnay et Hippolyte Girardot, son premier grand rôle au cinéma.
En 2015, on le remarque dans le triangle amoureux décrit par Departure, film dramatique franco-britannique réalisé par Andrew Steggall. Ce rôle lui vaut un prix d'interprétation au festival du film britannique de Dinard, récompense qu'il partage avec ses partenaires Juliet Stevenson et Alex Lawther.

## Filmographie

### Cinéma

#### Longs métrages
- 2011 : La Lisière de Géraldine Bajard : Cédric
- 2013 : Clair obscur (Halbschatten) de Nicolas Wackerbarth : Pierre
- 2015 : Departure d'Andrew Steggall : Clément
- 2016 : Chocolat de Roschdy Zem : Eugène
- 2017 : Marie-Francine de Valérie Lemercier : le braqueur de la boutique
- 2018 : Vaurien de Mehdi Senoussi : Jonathan
- 2018 : Benjamin de Simon Amstell : Noah[3]
- 2019 : Little Joe de Jessica Hausner : Ric
- 2023 : À la belle étoile de Sébastien Tulard : Mathieu
- 2023 : Flo de Géraldine Danon : Loïc
- 2024 : Lads de Julien Menanteau : Lucas
- 2025 : L'Épreuve du feu d'Aurélien Peyre : Arnaud

#### Courts et moyens métrages
- 2011 : Seuls d'Arthur Villers
- 2012 : Swing absolu de François Choquet : Aurélien
- 2012 : Pin Up de François Gallou : le cinquième client
- 2014 : Fou de toi (Julika & Iuri) d'Ella Cieslinski : Bruno
- 2015 : Not K.O. de Xavier Sirven : le garçon de la plage
- 2015 : Peau rouge de Rémi Brachet
- 2016 : La Bande à Juliette d'Aurélien Peyre : Guillaume
- 2016 : Dar d'Anne Cissé
- 2016 : La Faim va tout droit de Giulia Canella : Charles
- 2016 : Goliath de Loïc Barché : l’ami
- 2017 : La Septième heure de Mathieu Rathery : Pierre
- 2019 : L’Aventure atomique de Loïc Barché : Bébert
- 2020 : No More Heroes de Arnaud Khayadjanian : Dany
- 2021 : Titan de Valery Carnoy : le frère
- 2022 : Trois Silhouettes d'Alexandre Lança : Damien
- 2022 : Appalachia de Roxana Troe : Leo

### Télévision

#### Séries télévisées
- 2013 : Les Limiers : Christophe Gallien (saison 1, épisode 5 : Prédateur)
- 2014 : Section de recherches : Thibaud Peretti (saison 8, épisode 6 : Extraterrestres)
- 2015 : En immersion : Quentin (3 épisodes)
- 2016 : Baron noir, saison 1 : Sébastien (2 épisodes)
- 2017 : Riviera : Dominique (6 épisodes)
- 2017 : La Stagiaire : Quentin Brunet (saison 3, épisode 1 : Disparue)
- 2018 : Fiertés de Philippe Faucon : Basile (17 ans) (épisode 2)
- 2020 : Industry, saison 1, épisode 7 Pre-Crisis Activity de Mary Nighy : Antoine
- 2021 : Maroni, saison 2 : Josh Le Gall
- 2021 : Candice Renoir, saison 9, épisode 3 Nécessité fait loi de Pascal Lahmani : Keziah Aguilar
- 2024 : Le Tatoueur d'Auschwitz (The Tattooist of Auschwitz), épisode 1 de Tali Shalom Ezer : Léon

#### Téléfilms
- 2023 : Comme mon fils de Franck Brett : Benjamin Roméro

## Distinctions

### Récompenses
- Festival du film britannique de Dinard 2015 : Mention spéciale pour son interprétation pour Departure
- Festival européen du court-métrage de Nice 2016 : Prix d’interprétation masculine pour Dar